# ガイ・クラーク
ガイ・チャールズ・クラーク（Guy Charles Clark、1941年11月6日 - 2016年5月17日）は、 アメリカのフォーク歌手、ミュージシャン、作詞家、レコーディング・アーティスト、演奏家、弦楽器製作者である。  20枚以上のアルバムをリリースし、クラークの曲はジェリー・ジェフ・ウォーカー、ジミー・バフェット、キャシー・マテア、ライル・ラヴェット、リッキー・スキャッグス、スティーヴ・ワリナー、ロドニー・クロウエル、スティーヴ・アール、ジョニー・キャッシュ、ウィリー・ネルソンなどの他のアーティストによってレコーディングされている。2014年、 My Favorite Picture of You でグラミー賞最優秀フォーク・アルバム賞を受賞した 

## キャリア
クラークはテキサス州モナハンズで生まれた。1954年に彼の家族はテキサス州ロックポートに引っ越した。1960年に高校を卒業した後、ガイはヒューストンのフォーク・ミュージック・リバイバルの一員として10年近くヒューストンで過ごした。彼は妻のスザンナ・クラークと共にナッシュビルに移住し、アメリカーナ音楽というジャンルの創造に貢献した。クラークの曲、 "L.A. Freeway" と "Desperados Waiting for a Train" は彼のキャリアをスタートさせるのに役立ち、多くの演奏家によってカバーされた。クラークの死後、ニューヨーク・タイムズ紙は彼を「テキサス・トルバドゥールの王様」と評し、彼の作品は「20世紀最後の数十年間にアメリカーナのイディオムで活躍した誰よりも忘れがたいもの」と宣言した。
クラークはスティーヴ・アールやロドニー・クロウエルと言った歌手の指導者だった。アールがナッシュビルでライターとして最初にした仕事はクラークが主催したものだった。1970年代、ナッシュビルのクラーク家はソングライターやミュージシャンのためのオープンハウスとなり、当時のナッシュビルのソングライター・シーンを描いた映画『ハートウォーン・ハイウェイズ』にも登場している。
数多くのアーティストがクラークが作った曲でチャート入りしている。"The Last Gunfighter Ballad"はジョニー・キャッシュの1977年のスタジオ・アルバムのタイトル曲だった。1982年、ボビー・ベアはクラークの "New Cut Road" でカントリー・トップ20入りを果たした。同年、ブルーグラスのリーダー、リッキー・スキャッグスがクラークの "Heartbroke" で1位を獲得したことは、クラークの独創的なソングライターとしての名声を永久に確立した。クラークの曲をカヴァーした多くの人の中には、1985年に "Oklahoma Borderline" をトップ10入りさせたヴィンス・ギル、同じ年に "Desperados Waiting for a Train" を新しい世代に紹介したザ・ハイウェイメン、1987年に "The Carpenter" の解釈でトップ10入りしたジョン・コンリー、1988年にクラークの "Home Grown Tomatoes"を録音したジョン・デンバーなどがいる。 クラークはしばしば5人目のハイウェイマン(The Fifth Highwayman)と呼ばれている。 スティーヴ・ウォリナーはクラークの "Baby I'm Yours" のカヴァーで1988年に1位を獲得し、アスリープ・アット・ザ・ホイールは同年、クラークの "Blowin' Like a Bandit" で共にチャート入りした。クロウエルは1989年に自身の5曲のストレート＃1ヒットの3番目になった "She's Crazy for Leavin'" でクラークおと共作した。ブラッド・ペイズリーとアラン・ジャクソンは、ペイズリーのCD Time Well Wasted でクラークがダレル・スコットと共作した "Out in the Parkin' Lot" をカバーしている。ジミー・バフェットはジェリー・ジェフ・ウォーカーの1997年の "Cowboy Boots & Bathin Suits" での "Boats to Build"のカヴァーに影響を受け、クラークの "Boats to Build" と "Cinco de Mayo in Memphis" をカヴァーしている。 クラークはタウンズ・ヴァン・ザントが彼のソングライティングに大きな影響を与えたとクレジットしている。カントリー・ミュージックの歴史の中で最も有名な写真の一つは、1972年にクラーク、妻スザンナ、ヴァン・ザント、ダニエル・アントポルスキーの4人が写真家アル・クレイトンによってクラークのポーチで撮影されたものである。クラークとヴァン・ザントは1997年にヴァン・ザントが亡くなるまで長年の親友であり、 クラークはほとんどのアルバムにヴァン・ザントの曲を収録している。1995年、クラークはヴァン・ザントおよびスティーブ・アールとのライヴ・アルバム "Together at the Bluebird Cafe" を録音し、2001年10月にリリースした。他のライブ音源は、彼のアルバム Keepers に収録されている。アールは2019年にトリビュートアルバムGuyをリリースした。 
2006年、クラークはWorkbench Songs をリリースした。このアルバムはグラミー賞の「ベストコンテンポラリーフォーク/アメリカーナアルバム」にノミネートされた。また、2004年、2005年、2007年にはライル・ロベット、ジョー・エリィ、ジョン・ハイアットとツアーを行った。2008年5月、クラークは足を骨折して4回のコンサートをキャンセルした。 2ヶ月間松葉杖をついていたクラークは、7月4日にワシントンDCのスミソニアン・フォークライフ・フェスティバルでバーロン・トンプソンと共演し、パフォーマンスを再開した。2009年6月20日、クラークは2009年9月22日にリリースされたニューアルバム Somedays the Song Writes You を発表した。このアルバムにはオリジナル曲に加え、タウンズ・ヴァン・ザントの "If I Needed You" も収録されている。 
2011年12月には、長年のファンであるタマラ・サビアーノがプロデュースした2枚組CD This One's For Him: A Tribute to Guy Clark  がアイスハウス・ミュージックからリリースされた。  このCDは2012年のアメリカーナ・ミュージック・オナーズ＆アウォードで年間アメリカーナ・アルバムを受賞した。 クラークは「My Favorite Picture of You」で2014年グラミー賞最優秀フォーク・アルバム賞を受賞している。
クラークが完成した最後の曲は、 アンガリーナ・プレスリーと共作で、 "Cheer Up Little Darling" というタイトルが付けられた。 この曲はプレスリーの2017年のアルバム Wrangled に収録されている。
テキサス・カントリーのシンガーソングライターのアーロン・ワトソンは、2019年6月にリリースされた "Ghost of Guy Clark" と題した曲でクラークに敬意を表している。この曲では、クラークの亡霊が主人公に曲を演奏するように依頼し、感銘を受けず、その後、より情熱を持って曲を書くようにと演奏者を励ます。

## 私生活
クラークはソングライターでアーティストのスザンナ・クラークと1972年から2012年6月27日に癌で亡くなるまで結婚していた。 ガイにはフォークシンガーのスーザン・スポウとの最初の結婚で  1人の息子トラヴィス・キャロル・クラーク（1966年12月18日-2017年10月12日） がいた。2016年5月17日、クラークはリンパ腫との長い闘病生活の後、ナッシュビルで亡くなった。 

## ディスコグラフィー

### スタジオアルバム
| 年   | アルバム                     | チャート最高位 | チャート最高位 | チャート最高位 | チャート最高位 | チャート最高位 | レーベル   |
| 年   | アルバム                     | USカントリー   | US             | USヒート       | USインディー   | USフォーク     | レーベル   |
| ---- | ---------------------------- | -------------- | -------------- | -------------- | -------------- | -------------- | ---------- |
| 1975 | Old No. 1                    | 41             |                |                |                |                | RCA        |
| 1976 | Texas Cookin'                | 48             |                |                |                |                | RCA        |
| 1978 | Guy Clark                    |                |                |                |                |                | Warner     |
| 1981 | The South Coast of Texas     |                |                |                |                |                | Warner     |
| 1983 | Better Days                  | 48             |                |                |                |                | Warner     |
| 1988 | Old Friends                  |                |                |                |                |                | Sugar Hill |
| 1992 | Boats to Build               |                |                |                |                |                | Asylum     |
| 1995 | Dublin Blues                 |                |                |                |                |                | Asylum     |
| 1999 | Cold Dog Soup                |                |                |                |                |                | Sugar Hill |
| 2002 | The Dark                     | 46             |                |                |                |                | Sugar Hill |
| 2006 | Workbench Songs              | 74             |                | 36             |                |                | Dualtone   |
| 2009 | Somedays the Song Writes You | 59             |                | 13             | 39             |                | Dualtone   |
| 2013 | My Favorite Picture of You   | 12             | 62             |                | 14             | 5              | Dualtone   |

### コンピレーションとライブアルバム
| 年   | アルバム                                                                                  | レーベル           |
| ---- | ----------------------------------------------------------------------------------------- | ------------------ |
| 1979 | On The Road Live [live, promo]                                                            | Warner             |
| 1982 | Best of Guy Clark                                                                         | Warner             |
| 1983 | Guy Clark – Greatest Hits                                                                 | RCA                |
| 1995 | Craftsman                                                                                 | Rounder/Philo      |
| 1997 | Keepers [live]                                                                            | Sugar Hill         |
| 1997 | The Essential Guy Clark                                                                   | RCA                |
| 2001 | Together at the Bluebird Cafe [live] (タウンズ・ヴァン・ザントおよびスティーヴ・アールと) | American Originals |
| 2007 | Americana Master Series: Best of the Sugar Hill Years                                     | Sugar Hill         |
| 2007 | Live from Austin, TX                                                                      | New West           |
| 2007 | Hindsight 21-20: Anthology 1975-1995                                                      | Raven              |
| 2008 | The Platinum Collection                                                                   | Warner             |
| 2011 | Songs and Stories                                                                         | Dualtone           |
| 2017 | Guy Clark: The Best of Dualtone Years                                                     | Dualtone           |

### シングル
| 年   | シングル                   | USカントリー | アルバム                 |
| ---- | -------------------------- | ------------ | ------------------------ |
| 1979 | "Fools for Each Other"     | 96           | Guy Clark                |
| 1981 | "The Partner Nobody Chose" | 38           | The South Coast of Texas |
| 1983 | "Homegrown Tomatoes"       | 42           | Better Days              |

## フィルモグラフィー
- Heartworn Highways-ドキュメンタリー、スナッパー/キャットフィッシュ、1981/2003、 タウンズヴァンザント 、 デビッドアランコー 、スティーブアール
- Be Here to Love Me -Documentary、Rake Films、2004
- ハートウォーンハイウェイズが 2015年に再訪